# Жабинецька сільська рада (Чемеровецький район)
Жабине́цька сільська́ ра́да — колишня адміністративно-територіальна одиниця та орган місцевого самоврядування в Чемеровецькому районі Хмельницької області. Адміністративний центр — село Жабинці.

## Загальні відомості
- Територія ради: 2,249 км²
- Населення ради: 762 особи (станом на 2001 рік)

## Населені пункти
Сільській раді були підпорядковані населені пункти:
- с. Жабинці

## Склад ради
Рада складалася з 12 депутатів та голови.
- Голова ради: Травніков Микола Сергійович
- Секретар ради: Аліварська Галина Василівна

### Керівний склад попередніх скликань
| Прізвище, ім'я, по батькові | Основні відомості                                                                     | Дата обрання | Дата звільнення |
| --------------------------- | ------------------------------------------------------------------------------------- | ------------ | --------------- |
| Гуменюк Володимир Васиьович | Сільський голова, 1970 року народження, член Всеукраїнського об'єднання «Батьківщина» | 26.03.2006   | 31.10.2010      |
| Осадчук Галина Анатоліївна  | Сільський голова, 1967 року народження, освіта вища, член Народної партії             | 31.10.2010   |                 |

Примітка: таблиця складена за даними сайту Верховної Ради України

### Депутати
За результатами місцевих виборів 2010 року депутатами ради стали:

#### За суб'єктами висування
| Суб'єкт висування | Кількість обраних депутатів | %   |
| ----------------- | --------------------------- | --- |
| Самовисування     | 12                          | 100 |

#### За округами
| № округу | Прізвище, ім'я, по батькові   | Дата визнання обраним | Освіта | Партійна приналежність | Відомості про обраного депутата    |
| -------- | ----------------------------- | --------------------- | ------ | ---------------------- | ---------------------------------- |
| 1        | Аліварська Галина Василівна   | 16.10.2015            |        |                        | Жабинецька сільська рада, секретар |
| 2        | Бойко Олег Анатолійович       | 16.10.2015            |        |                        |                                    |
| 3        | Гнип Галина Віталіївна        | 16.10.2015            |        |                        |                                    |
| 4        | Делегач Лілія Володимирівна   | 16.10.2015            |        |                        |                                    |
| 5        | Мужилівська Оксана Ігорівна   | 16.10.2015            |        |                        |                                    |
| 6        | Парфенюк Леся Володимирівна   | 16.10.2015            |        |                        |                                    |
| 7        | Підлісна Галина Володимирівна | 16.10.2015            |        |                        |                                    |
| 8        | Слободян Ріта Володимирівна   | 16.10.2015            |        |                        |                                    |
| 9        | Чоп"як Оксана Михайлівна      | 16.10.2015            |        |                        |                                    |
| 10       | Чорнобай Льоля Володимирівна  | 16.10.2015            |        |                        |                                    |
| 11       | Чорнобай Людмила Дмитрівна    | 16.10.2015            |        |                        |                                    |
| 12       | Щур Галина Олександрівна      | 16.10.2015            |        |                        |                                    |